# Igor Nagayev
Igor Nagayev (em russo:  Ігор Володимирович Нагаєв, Kiev, 24 de fevereiro de 1966) é um ex-canoísta russo especialista em provas de velocidade.

## Carreira
Foi vencedor da medalha de prata em K-4 1000 m com os seus colegas de equipa Sergey Kirsanov, Aleksandr Motuzenko e Viktor Denisov em Seul 1988.
Foi vencedor da medalha de prata em K-2 500 m em Seul 1988, com o seu colega de equipa Viktor Denisov.